# Keine Sorgen Arena
La Keine Sorgen Arena è uno stadio calcistico di Ried im Innkreis, in Austria, nel quale gioca la formazione di Bundesliga del Ried.
È stata inaugurata il 19 ottobre 2003 con la partita Ried-Austria Lustenau (1-0) e può ospitare 7.600 spettatori, quasi tutti posti a sedere.
Prende il nome dallo sponsor, la compagnia assicuratrice Oberösterreichische Versicherung. In precedenza era noto come Fill Metallbau Stadion e HomeLife-Arena.